# Víctor Caratini
Víctor Manuel Caratini (Coamo, Puerto Rico, 17 de agosto de 1993), más conocido como Víctor Caratini, es un jugador profesional puertorriqueño de béisbol que se desempeña en la posición de cácher en Houston Astros, equipo de las Grandes Ligas de Béisbol (MLB).

## Carrera
Caratini hizo su debut en la MLB con el equipo Chicago Cubs, en el cual jugó cuatro temporadas (2017-2020), después pasó a San Diego Padres (2021), luego a Milwaukee Brewers (2022-2023), posteriormente a Houston Astros, donde lleva jugando una temporada.